# 13127 Jeroenbrouwers
13127 Jeroenbrouwers è un asteroide della fascia principale. Scoperto nel 1994, presenta un'orbita caratterizzata da un semiasse maggiore pari a 2,3962316 au e da un'eccentricità di 0,1353174, inclinata di 2,22627° rispetto all'eclittica.
L'asteroide è dedicato allo scrittore olandese Jeroen Brouwers.